# Sentier européen E9
Pour les articles homonymes, voir E9.
Le sentier européen E9 ou sentier européen du littoral est un sentier européen de grande randonnée s’étendant le long des côtes occidentales et septentrionales de l'Europe sur 5 000 kilomètres, du cap Saint-Vincent au Portugal jusqu’à la commune estonienne de Narva-Jõesuu, à la frontière russe.
Le sentier suit les côtes atlantiques du Portugal, de l'Espagne et de la France jusqu'à Roscoff ; de Roscoff, le sentier se divise en deux routes distinctes :
- il est possible de continuer à suivre la côte française jusqu'à Calais ;
- alternativement, il est possible, par ferry, de rejoindre Plymouth à l'ouest de l'Angleterre puis de suivre la côte méridionale britannique jusqu'à Douvres, où, via un ferry, la route retrouve Calais plus au sud ; en Grande-Bretagne, le sentier suit partiellement le tracé du South West Coast Path (« sentier de la côte sud-ouest »), de la Solent Way, de la South Downs Way (sentier des South Downs) et de la Saxon Shore Way (« piste des rivages saxons »). Cette branche du sentier européen E9 offre elle-même une route subsidiaire passant par l'île de Wight.

De Calais, le sentier suit les côtes de la Belgique et des Pays-Bas ; il emprunte le tracé néerlandais du sentier de la mer du Nord, qui inclut cinq itinéraires successifs :
- de L'Écluse (à la frontière belge) à Hoek van Holland,
- de Hoek van Holland à Haarlem,
- de Haarlem à Den Oever (il existe une route alternative conduisant au Helder, mais le sentier européen poursuit le long de l’Afsluitdijk),
- de Zurich (en Frise) à Lauwersoog,
- de Lauwersoog à Bad Nieuweschans (à la frontière germano-néerlandaise).

Le sentier poursuit ensuite en Allemagne du Nord. Il traverse la base de la péninsule du Jutland, avant de longer à nouveau le littoral de la mer Baltique, traversant la Pologne, l'enclave russe de Kaliningrad, la Lettonie, la Lituanie et l'Estonie, offrant ensuite la possibilité de continuer en Russie jusqu'à Saint-Pétersbourg.
Le sentier est toujours en développement, et certains segments ne sont pas encore ouverts.